# Kovács László (rendező)
Kovács László (Tura, 1947. szeptember 17.) tv-rendező, producer.

## Életpályája
Szülei: Kovács László (1908–1962) kántortanító és Dóra Margit (1927–2012) voltak. 1971–2001 között a Magyar Televízió szerkesztő-rendezője a közművelődési, a dokumentumfilm, a zenei, a szórakoztató főszerkesztőségen. 1975–1978 között a Marxizmus-Leninizmus Esti Egyetem közművelődés szakos hallgatója volt. 1979–1982 között a Színház- és Filmművészeti Főiskola adásrendező szakán tanult. 1989 óta a Magyar Dokumentum Műhely alapító titkára. 2001-től a Konkam Stúdió vezetője.
Dokumentum- és ismeretterjesztő filmeket készített, környezetvédelmi kommunikációs kampányokat szervezett. Portrékat készített Szabó Magdával, Jancsó Miklóssal, Fábri Zoltánnal.

## Filmjei
- Virágnak virága (1974)
- Nádi hegedűvel (1975)
- Tiszta vizet a pohárba (1976)
- Filmszem (1976-1980)
- Huszárik-breviárium (1977-1982)
- Út vagy vasút? (1981)
- A sövények mellett (1982)
- Kivágjuk a rezet? (1982)
- Zeolit (1983)
- Jégapó (1984)
- Furcsa eset (1984)
- Törvény és tisztaság (1984)
- Mikroelektronika (1985-1987)
- A csoda (1988)
- A repülő matematikus, Erdős Pál (1989)
- Táncház-történelem (1993)
- Hamburger szürkemarhával (1995)
- Elég (1995)
- A vágy mosópora (1997)
- Energia ABC (1998)
- A magyar néptánc története (1998-2001)
- Paplaci (2001)
- Biobenzin (2001)
- Magyar népviseletek (2001-2006)
- Zöld kalendárium (2002)
- Ablakaimba, ablakaimba... (2007)